# Viking Fotballklubb
El Viking Fotballklubb és un club noruec de futbol de la ciutat de Stavanger.

## Història
El Viking va ser fundat a Stavanger el 1899. La seva millor època la visqué als anys setanta amb quatre títols consecutius entre 1972 i 1975, a més del doblet (lliga i copa) el 1979.

## Jugadors destacats
- Gary Goodchild
- Ben Wright (2001-02)
- Paul Kane

### Jugadors amb més partits
- 551 Svein Kvia
- 523 Sigbjørn Slinning
- 501 Erik Johannesen
- 500 Torbjørn Svendsen
- 482 Sverre Andersen
- 425 Bjarte Lunde Aarsheim
- 414 Olav Nilsen

### Jugadors amb més gols
- 202 Reidar Kvammen
- 181 Trygve Johannessen
- 180 William Danielsen
- 176 Arthur Kvammen
- 167 Egil Østenstad
- 146 Åsbjørn Skjærpe
- 124 Håkon Kindervåg

## Palmarès
- Lliga noruega de futbol: 1958, 1972, 1973, 1974, 1975, 1979, 1982, 1991
- Copa noruega de futbol: 1953, 1959, 1979, 1989, 2001